# Awesome as Fuck
Albums de Green Day
21st Century Breakdown
(2009) ¡Uno!
(2012)
Awesome as Fuck (ou Awesome as F**k) est le second album live du groupe punk rock américain Green Day, sorti le 22 mars 2011. Il comprend des titres du 21st Century Breakdown World Tour. Cet album est aussi accompagné d'un DVD (ou d'un Blu-Ray) d'un spectacle du groupe au Japon.

## Liste des chansons
CD :
1. 21st Century Breakdown (Londres, Angleterre)
2. Know Your Enemy (Manchester, Angleterre)
3. East Jesus Nowhere (Glasgow, Écosse)
4. Holiday (Dublin, Irlande)
5. ¡Viva la Gloria! (Dallas, Texas)
6. Cigarettes and Valentines (Phoenix, Arizona)
7. Burnout (Irvine, Californie)
8. Going to Pasalaqua (Chula Vista, Californie)
9. J.A.R. (Jason Andrew Relva) (Detroit, Michigan)
10. Who Wrote Holden Caulfield? (New York, USA)
11. Geek Stink Breath (Saitama Super Arena, Japon)
12. When I Come Around (Berlin, Allemagne)
13. She (Brisbane, Australie)
14. 21 Guns (Mountain View, Californie)
15. American Idiot (Montréal, Québec)
16. Wake Me Up When September Ends (Nickelsdorf, Autriche)
17. Good Riddance (Time of Your Life) (Nickelsdorf, Autriche)

DVD / Blu-Ray (Saitama Super Arena, Saitama, Japon) :
1. 21st Century Breakdown
2. Know Your Enemy
3. East Jesus Nowhere
4. Holiday
5. The Static Age
6. ¡Viva la Gloria!
7. Boulevard of Broken Dreams
8. Burnout
9. Geek Stink Breath
10. Welcome to Paradise
11. When I Come Around
12. My Generation (chanson)
13. She (chanson)
14. 21 Guns
15. American Eulogy
16. Jesus of Suburbia
  1. Jesus of Suburbia
  2. City of the Damned
  3. I Don't Care
  4. Dearly Beloved
  5. Tales of Another Broken Home
17. Good Riddance (Time of Your Life)
18. Cigarettes and Valentines (Phoenix, Arizona)

## Certifications
Album
| Pays              | Certification |
| ----------------- | ------------- |
| Royaume-Uni (BPI) | Or            |

Vidéo
| Pays             | Certification |
| ---------------- | ------------- |
| Allemagne (BVMI) | Or            |